# كوشكوئية (نائين)
كوشكوئية هي قرية في مقاطعة نائين، إيران. عدد سكان هذه القرية هو 16 في سنة 2006.